# Chaoyangsauridae
Famille
Genres de rang inférieur
- Chaoyangsaurus
- Hualianceratops
- Xuanhuaceratops

Les Chaoyangsauridae (ou chaoyangsauridés, en français) forment une famille éteinte de dinosaures cératopsiens de la fin du Jurassique de Chine. 
La famille a été créée par Zhao et al. en 1999 et regroupe les genres Chaoyangsaurus, Xuanhuaceratops et Hualianceratops.
Les Chaoyangsauridae forment une famille basale des Ceratopsia, plus avancés que Yinlong mais plus anciens que les Psittacosauridae et les Neoceratopsia.